# Чон Бо Кьон
Чон Бо Кьон (кор. 정보경; нар. 17 квітня 1991, Янсан, Південна Корея) — корейська дзюдоїстка, срібна призерка Олімпійських ігор 2016 року, призерка чемпіонату світу.

## Виступи на Олімпіадах
| Олімпіада | Дисципліна | Місце |
| --------- | ---------- | ----- |
| Ріо 2016  | До 48 кг   | 2     |